# Nyttingnes
Nyttingnes è una località della Norvegia, situata nel comune di Kinn, sulla costa occidentale della Norvegia.
In questa zona i poderi hanno loro propri nomi come Tunet, Bakken, Pergarden, Ludviggarden, Håjin, Kvia ed Opptun. 
È circondato da un paesaggio di colline e piccoli laghi, e da una foresta con una flora ed una fauna particolarmente interessanti.
Nyttingnes è inoltre la formazione di terra che divide il fiordo Solheimsfjord (a sud di Florø) in due; Eikefjord e Høydalsfjord.